# Делебарр-Дебе, Эдуар
Эдуар Делебарр-Дебе (фр. Édouard Delebarre-Debay; 19 февраля 1836, Лилль —  10 или 18 апреля 1891, Париж) — французский архитектор.

## Биография
Уроженец Лилля, изначально носивший фамилию Делебарр, он в дальнейшем прибавил к ней фамилию жены, Габриэллы Дебе, дочери скульптора Жана-Батиста Жозефа Дебе-младшего, не имевшего сыновей. В дальнейшем их сын официально зарегистрировал эту фамилию.
Делабарр-Дебе был известен во Франции XIX века, как архитектор, выполнявший крупные государственные и религиозные заказы. По его проектам были, в частности, возведены две приходские церкви в Париже: относительно скромная Сен-Франсуа-де-Саль (фр.) и большая величественная церковь Непорочного Зачатия (фр.). Он также выстроил церковь Сакре-Кёр (Святого Сердца; фр.) в городе Лурде, который в то время постепенно превращался в очень значительный паломнический центр (эту церковь, расположенную в Верхнем городе Лурда, не следует путать с находящимся в Нижнем городе комплексом зданий Лурдского Санктуария). Также Делабарр-Дебе выстроил изысканную лестницу, ведущую к готическому собору Сен-Маклю (фр.) в Понтуазе, а для Парижа построил напоминающий вокзал Центральный офис парижских похоронных бюро (так называемый «Сенткватр»; фр.), ныне превращённый в галерейно-выставочное пространство.

## Галерея

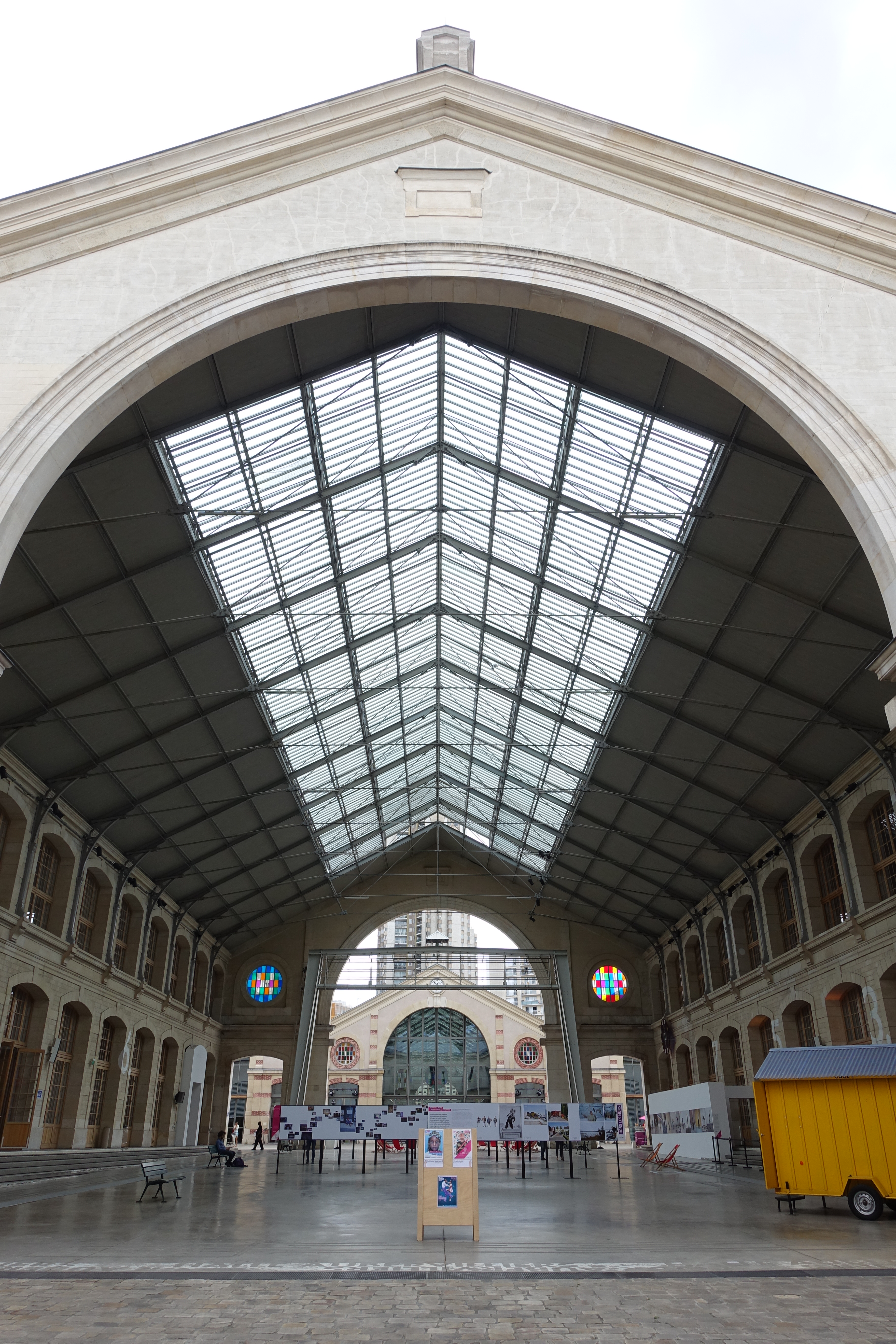
Центральный офис парижских похоронных бюро «Сенткватр» (фр.); ныне — выставочное пространство.
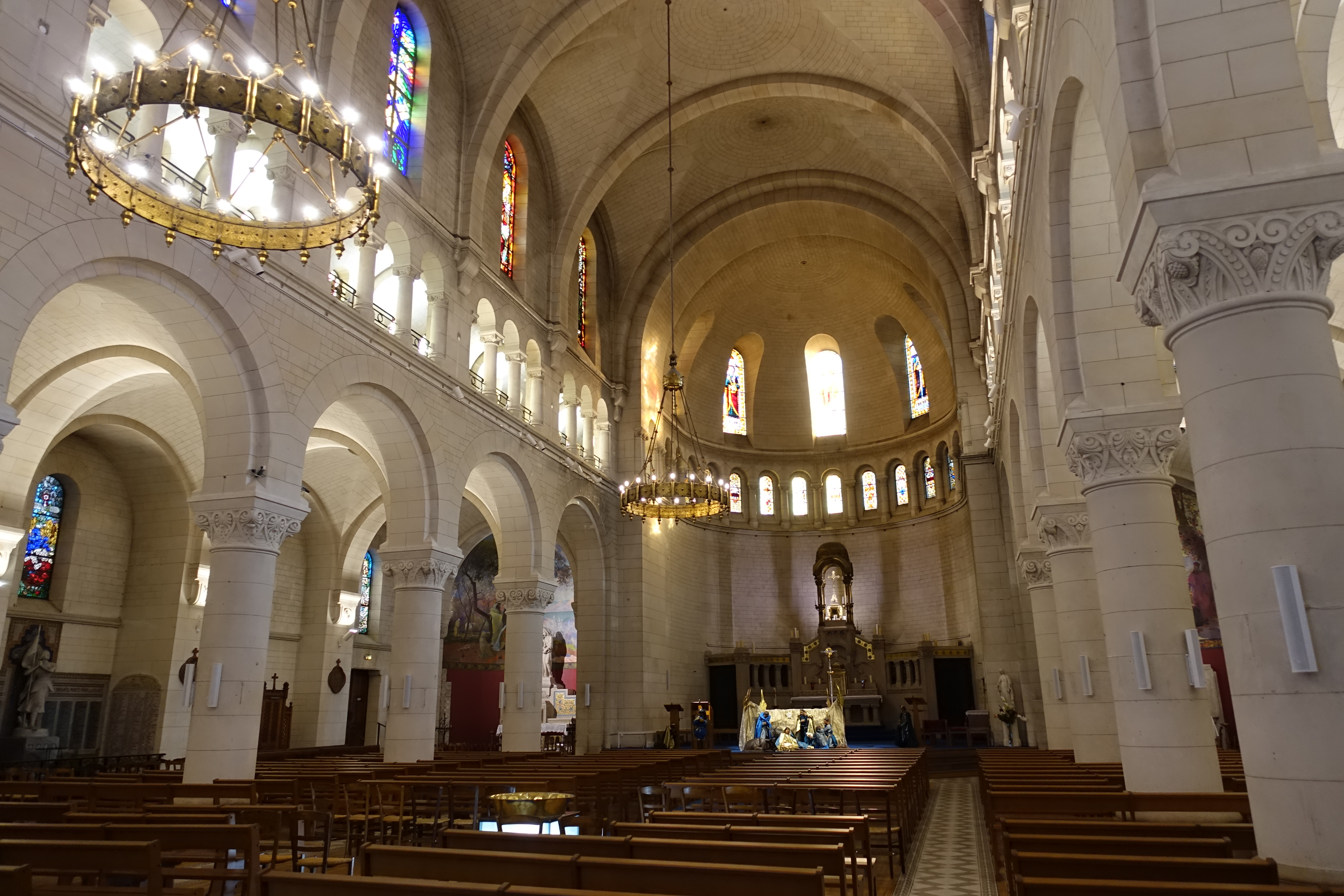
Церковь Сен-Франсуа-де-Саль (фр.), Париж.
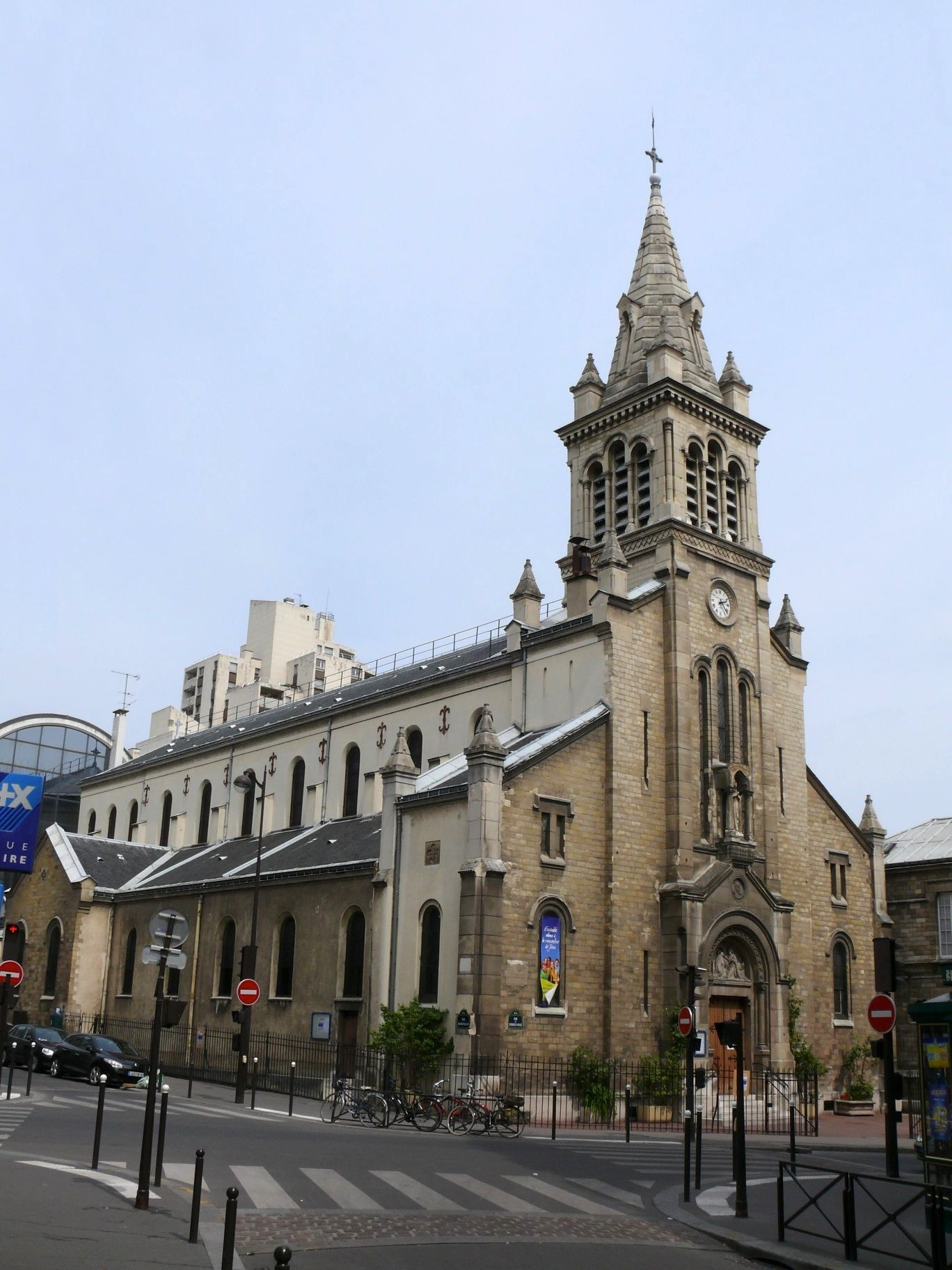
Церковь Непорочного Зачатия (фр.), Париж.
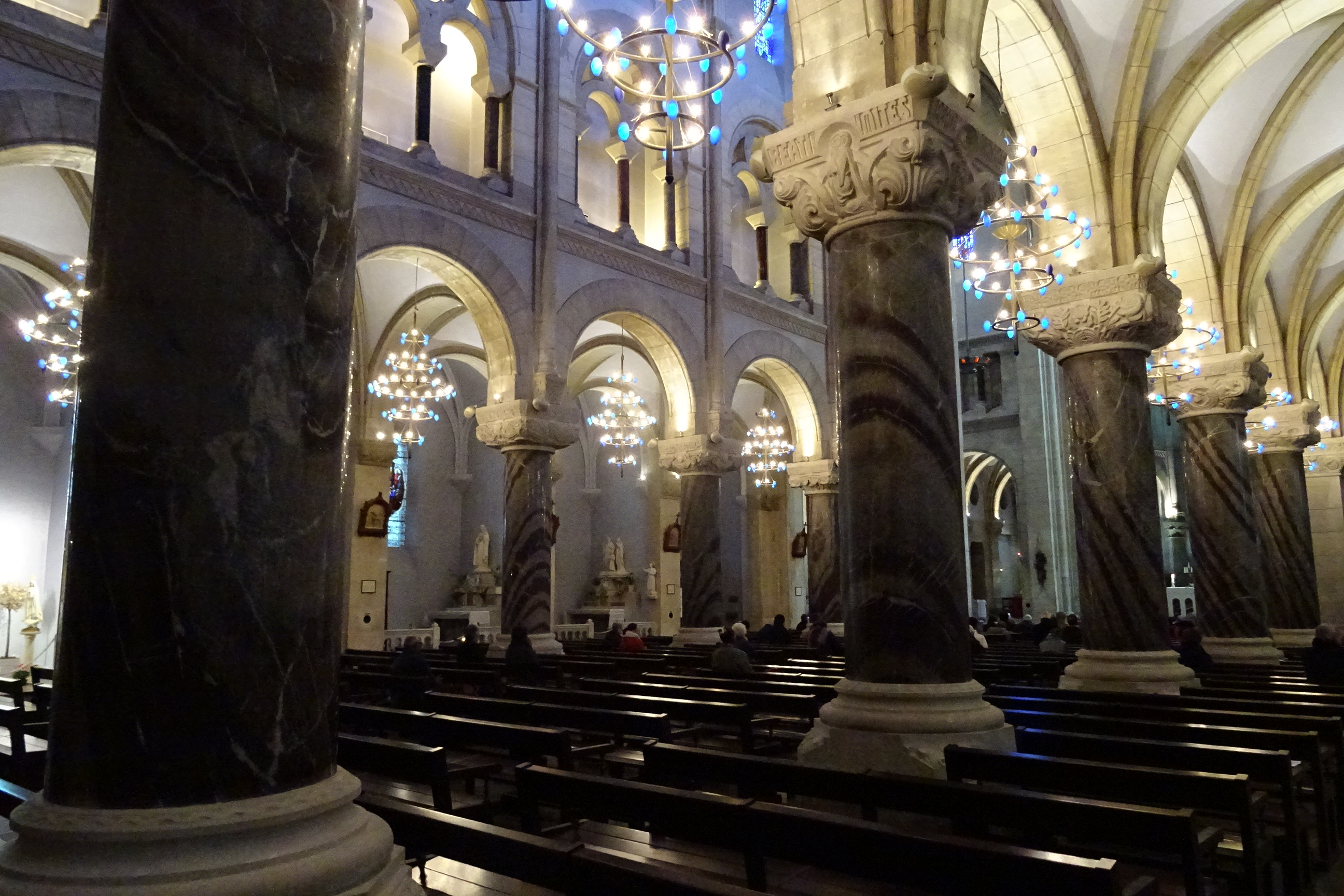
Церковь Сакре-Кёр (фр.), Лурд, интерьер.
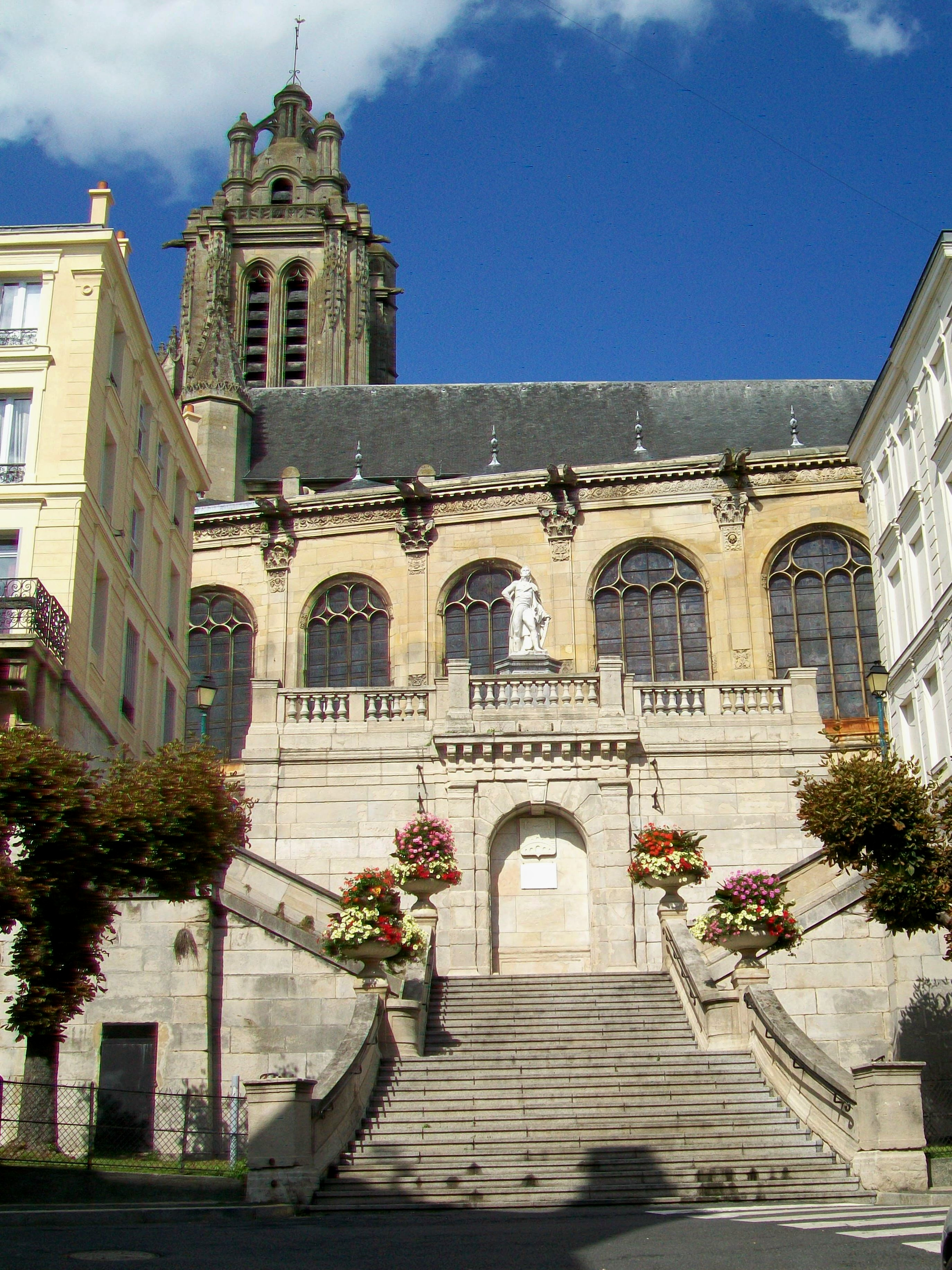
Лестница, ведущая к готическому собору Сен-Маклю (фр.), Понтуаз.